# Penisola di Tajgonos
La penisola di Tajgonos (in russo полуостров Тайгонос) si trova nel golfo di Šelichov, in Russia, ed è bagnata dal mare di Ochotsk. È compresa nel Severo-Ėvenskij rajon, nell'oblast' di Magadan (Circondario federale dell'Estremo Oriente). La penisola divide la baia della Gižiga dalla baia della Penžina. La sua altezza massima è di 1.483 m (monte Tajnynotskij). La vegetazione è quella tipica della tundra alpina. Il suo punto più meridionale è capo Tajgonos.
Tajgynot in lingua coriaco-ciukcia significa "terra proibita, peccaminosa". Nella toponomastica della Siberia nord-orientale si incontrano nomi simili, come "proibito", associati a epidemie del passato o ad altri disastri.